# ONLY LIVE ONCE
『ONLY LIVE ONCE』（オンリー リブ ワンス）は、ONCEの1作目のミニアルバム。2023年9月13日にA-Sketchから発売された。

## 概要
2023年2月26日に解散したピアノ・ロックバンド「WEAVER」にてピアノ・ボーカルを担当していた杉本雄治のソロプロジェクト「ONCE」の初となるアルバム作品。
本作が初のCD作品であり、CDは全国ツアー「ONCE 1st Tour ～ONLY LIVE ONCE～」のライブ会場及び通信販売限定での発売となった。

## 収録内容
| 全作詞・作曲・編曲: ONCE。 |                   |       |            |      |
| #                          | タイトル          | 作詞  | 作曲・編曲 | 時間 |
| 1.                         | 「Crossroad」     | ONCE  | ONCE       | 1:56 |
| 2.                         | 「Stay With Me」  | ONCE  | ONCE       | 4:25 |
| 3.                         | 「愛とか恋とか」  | ONCE  | ONCE       | 3:38 |
| 4.                         | 「Squall」        | ONCE  | ONCE       | 2:30 |
| 5.                         | 「Amazing Grace」 | ONCE  | ONCE       | 3:38 |
| 6.                         | 「Dusk」          | ONCE  | ONCE       | 3:46 |
| 7.                         | 「記憶」          | ONCE  | ONCE       | 4:28 |
| 合計時間:                  | 合計時間:         | 24:21 |            |      |

## 楽曲解説
1. Crossroad
インストゥルメンタル曲。
2. Stay With Me
杉本曰くライヴの瞬間を思い浮かべながら制作したという[5]。
3. 愛とか恋とか
本作のリード曲となっており、2023年9月1日からラジオ等でのオンエアが解禁された[6]。
4. Squall
インストゥルメンタル曲。
5. Amazing Grace
2023年7月19日に配信シングルとしてリリースされた「ONCE」初の楽曲[7][8]。
6. Dusk
杉本はこの曲について「それぞれの景色、人を浮かべてほしい」と述べている[9]。
7. 記憶

## スタッフ
- Mixed by
  - TSUYOSHI BABA（#1,#4）[10]
  - KEN-ICHI HAYASHI（#2）[10]
  - TOMOKI KAGAMI（#3,#6）[10]
  - YOSHINORI ADACHI（#5）[10]
  - Yoshiyuki Watanabe（#7）[10]
- Recorded by ONCE（#7）[10]
- Mastered by Isao Kumano(PHONON STUDIO)[10]